# 武智幸徳のピッチの空耳
『武智幸徳のピッチの空耳』（たけち ゆきのりのピッチのそらみみ）は2022年2月21日から原則として毎月第3・4週月曜日の18:00-18:30に生放送されている、日経ラジオ社（ラジオNIKKEI）第1プログラムのサッカー情報番組である。
同番組は日本経済新聞東京本社運動部記者として、サッカーを中心として取材を続けてきた武智幸徳がパーソナリティーを務めるもので、日本のサッカー界に貢献してきた選手・指導者・関係者、並びにサッカー好きの著名人らを毎月マンスリーゲスト（前後編2回）で迎え、様々な視点から、日本のサッカー文化のこれまでの歩み、そしてこれからの強化の在り方などを考えていく。
ただしゲストコーナーには例外があり、2022 FIFAワールドカップカタール大会取材の関係で、2022年11月21日の柱谷幸一、同12月26日の山本昌邦は1回だけの出演、同11月28日と12月19日は武智が現地取材に出かけていたため、スタジオゲストを招かず、国際電話を使って取材記を報告した。

## ゲストコーナー出演者
- 2022年
  - 2月:山本昌邦（元サッカー日本代表コーチ　サッカー解説者）
  - 3月:家本政明（元国際主審）
  - 4月:水沼貴史（元サッカー日本代表　サッカー解説者）
  - 5月:都並敏史（元サッカー日本代表　ブリオベッカ浦安監督）
  - 6月:宮本恒靖（元サッカー日本代表　日本サッカー協会理事）
  - 7月:石川直宏（元サッカー日本代表　FC東京コミュニケーター）
  - 8月:松本育夫（日本サッカー後援会理事長　サッカー解説者）
  - 9月:田邊伸明（国際サッカー連盟<FIFA>公認代理人　株式会社ジェブエンターテイメント代表取締役）
  - 10月:福西崇史（元サッカー日本代表　サッカー解説者）
  - 11月:柱谷幸一（元サッカー日本代表　サッカー解説者）※第3週のみ
  - 12月:山本昌邦 ※第4週のみ
- 2023年
  - 1月:反町康治（日本サッカー協会技術委員長）
  - 2月:野々村芳和（日本プロサッカーリーグチェアマン）
  - 3月:須佐徹太郎（阪南大学元サッカー部監督・サッカー指導者）
  - 4月:髙田春奈（日本女子プロサッカーリーグチェア）
  - 5月:川渕三郎（元日本プロサッカーリーグ初代チェアマン）
  - 6月:鈴木啓太（サッカー解説者・起業家）
  - 7月:利重孝夫（シティー・フットボールグループ日本代表）
  - 8月:金田喜稔（元日産自動車サッカー部　日本サッカー協会シニアサッカー初代アンバサダー）
  - 9月:福田正博（元浦和レッドダイヤモンズ　サッカー解説者）
  - 10月:森岡隆三（サッカー解説者）
  - 11月:藤島大（ラグビーライター）
  - 12月:羽中田昌（サッカー指導者）
- 2024年
  - 1月:セルジオ越後（サッカー解説者）
  - 2月:吉野次郎（Y.S.C.C.（横浜スポーツ&カルチャークラブ）代表）
  - 3月:中村篤志（明治安田生命保険専務執行役）
  - 4月:江尻篤彦（東京ヴェルディ強化部長）
  - 5月:岩元里奈（サッカーのプロ広報、マール代表）
  - 6月:田嶋幸三（日本サッカー協会名誉会長〈元会長〉）
  - 7月:神戸清雄（元サッカーフィリピン代表・サッカーグアム代表・サッカー北マリアナ諸島代表各監督。ビザフットボールアカデミーマスターコーチ）
  - 8月:森保一（サッカー日本代表監督）
  - 9月:中村憲剛（元川崎フロンターレ サッカー解説者）
  - 10月:潮智史（朝日新聞東京本社スポーツ部記者）
  - 11月:城福浩（東京ヴェルディ監督）この回は稲城市のヴェルディクラブハウスで事前収録した。